# Rhipidia (Rhipidia) vafra
Rhipidia (Rhipidia) vafra is een tweevleugelige uit de familie steltmuggen (Limoniidae). De soort komt voor in het Neotropisch gebied.